# مقاطعة ويتشيتا (كانساس)
مقاطعة ويتشيتا (بالإنجليزية: Wichita County)‏ هي إحدى المقاطعات في ولاية كانساس، الولايات المتحدة الأمريكية.